# Парламентские выборы в Израиле (2013)
Парламентские выборы в Израиле 2013 года — выборы 19-го созыва кнессета, состоявшиеся в 2013 году. Датой проведения выборов первоначально должен был стать день 22 октября 2013 года, но по предложению премьер-министра Израиля Биньямина Нетаньяху были перенесены на девять месяцев раньше, на 22 января 2013 года.
Закон о роспуске кнессета был принят 15 октября 2012 года, при 100 голосах за, без голосов против или воздержавшихся.

## Партии на выборах

### Партии, представленные в кнессете 18-го созыва

#### Ликуд
Лидером партии является премьер министр Израиля Биньямин Нетаньяху. Его позиция во главе списка была подтверждена на внутренних выборах в партии 31 января 2012 года, которые Нетаньяху выиграл, набрав 76,8 % голосов.
Голосование по списку кандидатов на выборы в кнессет 19-го созыва состоялись 25 ноября 2012 года.
Список кандидатов от партии Ликуд в кнессет 19-го созыва.

#### Наш дом Израиль
Лидером партии является Авигдор Либерман. Так как он находится под следствием по делу о коррупции, то он заявил, что подаст в отставку, как только будут проведены слушания после подачи обвинительного заключения.
25 октября 2012 года Ликуд и НДИ договорились идти на выборы совместным списком.

#### Кадима
Лидером партии является Шауль Мофаз, выигравший внутренние выборы в партии 27 марта 2012 года, набрав 62,3 % голосов.
15 октября фракция Кадимы приняла решение отменить внутрипартийное голосование по списку кандидатов в Кнессет и поручила составить список специальной Регулирующей комиссии партии.

#### Авода
Лидер партии Шели Яхимович, выигравшая внутрипартийные выборы, набрав во втором круге 54,2 % голосов. Внутреннее голосование по списку на выборы пройдёт, согласно заявлению Яхимович, 27 ноября 2012 года.

#### ШАС
Лидером партии является Элияху Ишай. В связи с возвращением в политику Арье Дери, было принято соглашение об управлении партией триумвиратом Ишай, Дери, Ариэль Атиас.
Управление партией осуществляет Совет мудрецов Торы, совет назначает кандидатов в партийный список партии и определяет политику партии.

#### Ам шалем
Партия «Ам шалем» (рус. «Целый народ»), основанная раввином Хаимом Амсалемом, вышедшим из партии ШАС и подвергающего «политическое руководство сефардской ультраортодоксальной партии и общину харедим в целом резкой критике»

#### Ацмаут
Лидер партии Эхуд Барак. В связи с проблематичностью прохождения партией на выборах электорального барьера, в СМИ появилась не подтвердившаяся позже информация о возможном вхождении партии в блок «Ликуд», с гарантированием реальных мест некоторым её лидерам.
В конечном счёте, после того, как Э. Барак в очередной раз заявил об «уходе из политической жизни», оставшиеся члены партии решили не принимать участие в выборах в связи с невозможностью достичь «достойных результатов».

#### Яхадут ха-Тора
Лидеры Яаков Лицман, Моше Гафни. Партия представляет собой блок двух ашкеназских религиозных партий — ортодоксальную польского направления иудаизма Агудат Исраэль и партии Дегель ха Тора, представляющую литовское направление. В СМИ появились, опровергнутые руководством партии, сообщения о возможном распаде блока.

#### Ихуд Леуми (Национальное единство)иХа-Байт ха-Йехуди (Еврейский дом)
Ещё во время работы 18-го Кнессета партии начали сближение, которое должно было привести к их объединению. Пока что этого не произошло, но переговоры продолжаются, несмотря на некоторые трения между партиями.
На 6 ноября 2012 года были назначены внутренние выборы главы движения в новом «Еврейском доме», а на 13 ноября — голосование по списку кандидатов.
29 ноября 2012 года было подписано соглашение об объединении списков партий на выборах в Кнессет 19-го созыва «под эгидой „Еврейского дома“ и его недавно избранного главы Нафтали Беннета».

#### Оцма ле-Исраэль(«Мощь Израилю»)
На фоне переговоров по объединению списков Ихуд Леуми (Национальное единство) и Еврейский дом, член Кнессета Михаэль Бен-Ари, вместе с Барухом Марзелем и Итамаром Бен-Гвиром, объявили о создании нового списка для выборов — «Сила Израилю». К ним присоединился и член Кнессета Арье Эльдад, глава партии Ха-Тиква.
13 ноября 2012 года было объявлено что во главе списка станет Эльдад, второе место будет у Бен-Ари, далее Марзель, Арье Кинг и Бен-Гвир

#### Мерец
Лидер партии Захава Гальон, которая выиграла внутренние выборы в партии 7 февраля 2012 года. Голосование по списку кандидатов пройдёт 11 ноября 2012 года.

#### Хадаш/КПИ
10 ноября 2012 года пленум блока избрал список кандидатов на выборы. Лидером блока вновь избран Мухаммед Бараке. Второе место в списке у Ханы Сауида, третье — у Дова (Бориса) Ханина. Большинством голосов отклонено предложение о резервировании в списке мест для женщин.
Мухаммед Бараке и Хана Сауид объявили о своём решении продолжить традиции коммунистов в Кнессете, и в середине каденции передать свои мандаты представителям женщин и молодёжи.

### Партии, не представленные в кнессете 18-го созыва

#### Еш Атид
Заявленная как центристская партия «Йеш Атид», основанная в апреле 2012 года журналистом Яиром Лапидом.

#### Пиратская партия
В июле 2012 года Пиратская партия Израиля обратилась за официальным признанием в качестве политической партии ко времени следующих выборов в Кнессет. Пиратская партия Израиля заявляет, что поддерживает «свободу делиться и копировать» и «пиратский сектор».

#### Ха-Тнуа
Заявленное как центристское, движение «ха-Тнуа» (рус. «Движение»), основано в ноябре 2012 года бывшим лидером партии «Кадима» Ципи Ливни

#### Ха-Тнуа ха-Иерука
Партия уже баллотировалась в Кнессет 18-го созыва вместе с партией Меймад, но не прошла электоральный барьер. В мае 2012 года объединилась с группой «Зелёный Израиль». Приняла решение участвовать в выборах в 19-й Кнессет.

#### Партия пенсионеров
Имевшая 7 мест в 17-м Кнессете и не прошедшая в 18-й, партия вновь собирается участвовать в выборах во главе с Рафи Эйтаном.

#### Але Ярок
Партия ни разу не прошла процентный барьер. Перед выборами в 19-й Кнессет она объединилась с Либеральной партией. Основная направленность партии — либерализм.

#### Другие партии
- Партия Новая страна (Эрец Хадаша) — создана режиссёром Рени Блейром. Заявлена как лево-центристская, ставящая своей целью борьбу с коррупцией и взаимосвязью капитала и власти[39].
- Народная партия — участвовала в выборах в 18-й Кнессет под названием «Выжившие в Холокосте вместе с выходцами из Але Ярок».
- Партия Света — во главе с Яроном Яданом. Основные направления — гуманизм, равноправие, отделение религии от государственного управления[40].
- ДААМ — Партия демократического действия во главе с Асмой Захалкой-Агбария. Лево-социалистическая.
- Социальная справедливость — во главе с Гадом Эраном.
- Ха-Исраэлим («Израильтяне»). Партия во главе с Давидом Коном, созданная «для защиты интересов русскоязычных граждан Израиля».

## Буквенные обозначения избирательных списков
Согласно традиции, все израильские политические партии указывают в бюллетенях не только свои названия, но и буквенные обозначения. Обычно это один, максимум три знака. Какие именно — незадолго до голосования решает сама партия и обращается за разрешением в Центральную избирательную комиссию. Буквенные обозначения неизменно выбираются «с намеком», становясь фактически разрешенной законом формой агитации в день выборов.
Избирательная комиссия на выборах в Кнессет 19 созыва присвоила каждому списку, принимающему участие в выборах свои буквенные обозначения:
- «ק» — ДААМ, партия рабочих во главе с Усамой Захалка
- «טב» — Иху́д леуми́-МАФДА́Л во главе с Нафтали Бенетом
- «פה» — Еш ати́д во главе с Яиром Лапидом
- «ץ» — Ам шале́м во главе с раввином Хаимом Амсалемом
- «פז» — Ко́ах лехашпи́а (раввин Амнон Ицхак)
- «צק» — Це́дек хеврати́ во главе с Гадом Хараном
- «פ» — Пираты
- «נ» — Брит ула́м ле-геула́т Исраэ́ль во главе с Офером Лифшицем
- «הי» — Море́шет аво́т
- «קנ» — Але яро́к
- «נק» — Миткаде́мет либера́лит-демокра́тит
- «זה» — Ати́д эха́д
- «פץ» — Кула́ну хавери́м
- «פנ» — Ахи́м ана́хну
- «ו» — ХАДА́Ш
- «ני» — Ор во главе с Яроном Яданом
- «נץ» — Оцма́ ле-Исраэ́ль во главе с Арье Эльдадом и Михаэлем Бен-Ари
- «זך» — Дор боне́й Исраэ́ль во главе с Эфраимом Лапидом
- «מרצ» — МЕ́РЕЦ
- «ז» — Э́рец хадаша́ во главе с Эльдаром Янивом и Рани Бляером
- «מחל» — Лику́д-НДИ
- «אמת» — Авода́
- «הק» — Тиква́ ле-шину́й
- «רק» — Яруки́м и цаири́м
- «כן» — Кади́ма
- «פי» — Калкала́ во главе с Юлией Шамаловой-Беркович
- «עם» — РААМ-ТАЛЬ
- «שס» — ШАС
- «ד» — БА́ЛАД
- «יק» — Ха-исраэли́м во главе с Давидом Коном
- «צפ» — Ха-тнуа́ во главе с Ципи Ливни
- «ג» — Яхаду́т ха-Тора́
- «פך» — Не́цах
- «הפ» — Хаи́м бе-каво́д

## Статистика
26 декабря Центральное статистическое бюро сообщило, что в Израиле проживают 5,1 миллиона обладателей избирательного права.
С 2009 года (предыдущих выборов) число потенциальных избирателей возросло на 333 тысяч человек (около 7 %), а с 2006 года — на 14 % (на 626 тысяч человек).
81 % обладателей избирательного права — евреи, 15 % — арабы (всех вероисповеданий). 4 % — представители других национальностей.
По уточнённым данным, правом голоса на выборах в кнессет 19 созыва обладают 5656705 граждан. Средний процент явки израильтян на избирательные участки — 65 %. (Самый высокий процент явки, начиная с 1977 года, наблюдался в 1988 году — тогда на голосование явилось 79,7 % граждан страны, имеющих право голоса. Самая низкая явка был в 2006 году — 63,5 % избирателей. На предыдущих выборах в 2009 году явка составила 64,7 %.) Таким образом, 22 января 2013 года в голосовании будут участвовать 3676858 человек. Для того, чтобы какой-либо список прошёл в Кнессет ему потребуется набрать 66183 голоса, а «стоимость» одного мандата составит 27576 голосов избирателей.

## Распределение мандатов в Кнессете 18-го созыва
| Партия (блок) | Число мандатов после выборов | Число мандатов на 15.10.2012 |
| --- | ---------------------------- | ---------------------------- |
| «Кадима» | 28                           | 28                           |
| «Ликуд» | 27                           | 27                           |
| Наш дом — Израиль                                                                                                | 15                           | 15                           |
| «Авода» | 13                           | 8                            |
| ШАС | 11                           | 10                           |
| «Яхадут ха-Тора»                                                                                                 | 5                            | 5                            |
| Блок Ихуд Леуми, ЭИШ, Моледет, Ткума, Ха-Тиква)                                                                  | 4                            | 4                            |
| Хадаш (Демократический фронт за мир и равенство) (Коммунистическая партия Израиля (КПИ), независимые несионисты) | 4                            | 4                            |
| Объединённый арабский список (PAAM) Тааль (Арабское движение за обновление)                                      | 4                            | 4                            |
| Национальное Демократическое Собрание                                                                            | 3                            | 3                            |
| Еврейский Дом | 3                            | 3                            |
| Новое Движение — Мерец                                                                                           | 3                            | 3                            |
| Ацмаут | 0                            | 5                            |
| Ам Шалем (Единый народ)                                                                                          | 0                            | 1                            |

## Опросы
| Партия (блок)                                                  | Мест в Кнессете на 15.10.12 | Ха-Арец 10.10.12 | ИТВ-2 24.11.12 | Ха-Арец / Панельс 28—29. 11.12 | Едиот Ахронот 30.11.12 | ИТВ-2 18.12.12 | Маарив / Глобс / ИТВ2 / Решет Бэт / Исраэль а-Йом 3—4.01.13 | ИТВ2 / Решет Бэт / Мако / Глобс-JPost / ИТВ2 / Решет Бэт / Едиот Ахронот / Маарив / Исраэль а-Йом / «Соф ха-Шавуа» 10—11.01 | Маарив / Исраэль а-Йом ИТВ2 / Решет Бэт / Радио 103FM / Глобс-JPost / Мако / Едиот Ахронот / «Соф ха-Шавуа» Ха-Арец / ИТВ-1 / 17—18.01 |
| -------------------------------------------------------------- | --------------------------- | ---------------- | -------------- | ------------------------------ | ---------------------- | -------------- | ----------------------------------------------------------- | --- | --- |
| «Кадима»                                                       | 28                          | 7                | 0              | 2 / 0                          | 0                      | 0              | 2 / 2 / - / - / 2                                           | 2 / 2 / 2 / 0 / 2 / 3 / 2 / 2                                                                                               | 3 / 2 / 3 / 2 / 3 / 2 / 2 / 2 / 2 / 0                                                                                                  |
| «Ликуд»                                                        | 27                          | 29               | 34             | 39                             | 37                     | 35             | 36 / 32 / 34 / 35 / 34                                      | 34 / 33 / 34 / 34 / 33 / 38 / 35 / 34                                                                                       | 37 / 35 / 37 / 32 / 34 / 34 / 32 / 32 / 34 / 32                                                                                        |
| Наш дом — Израиль                                              | 15                          | 15               | 34             | 39                             | 37                     | 35             | 36 / 32 / 34 / 35 / 34                                      | 34 / 33 / 34 / 34 / 33 / 38 / 35 / 34                                                                                       | 37 / 35 / 37 / 32 / 34 / 34 / 32 / 32 / 34 / 32                                                                                        |
| «Авода»                                                        | 8                           | 19               | 19             | 18                             | 19                     | 19             | 18 / 17 / 17 / 18 / 16                                      | 17 / 16 / 18 / 16.5 / 18 / 16 / 17 / 17                                                                                     | 15 / 17 / 16 / 16 / 16 / 17 / 17 / 17 / 16 / 16                                                                                        |
| ШАС                                                            | 10                          | 10               | 11             | 11 / 10                        | 11                     | 11             | 11 / 10 / 11 / 8 / 11                                       | 9 / 10 / 10 / 11 / 10 / 12 / 11 / 9                                                                                         | 12 / 11 / 11 / 10 / 10 / 11 / 11 / 12 / 10 / 12                                                                                        |
| «Яхадут ха-Тора»                                               | 5                           | 6                | 6              | 6 / 5                          | 5                      | 6              | 5 / 5 / 5 / 7 / 5                                           | 7 / 6 / 6 / 6 / 5 / 6 / 6 / 6                                                                                               | 6 / 6 / 6 / 6 / 6 / 6 / 6 / 5 / 6 / 6                                                                                                  |
| Блок Еврейский Дом (Ихуд Леуми, ЭИШ, Моледет, Ткума, Ха-Тиква) | 5                           | 8                | 10             | 8 / 10                         | 10                     | 12             | 13 / 16 / 14 / 18 / 14                                      | 14 / 15 / 14 / 15 / 14 / 13 / 14 / 14                                                                                       | 14 / 15 / 13 / 17.5 / 14 / 13 / 12 / 14 / 14 / 14                                                                                      |
| Хадаш / КПИ                                                    | 4                           | 4                | 4              | - /-                           | 4                      | 4              | 4 / 4 / 4 / 4 / 4                                           | 4 / 3 / 4 / 4 / 4 / 4 / 4 / 3                                                                                               | 4 / 4 / 4 / 4 / 4 / 4 / 4 / 5 / 4 / 4                                                                                                  |
| РААМ /Тааль                                                    | 4                           | 5                | 4              | - /-                           | 4                      | 4              | 4 / 4 / 4 / 3 / 4                                           | 3 / 4 / 3 / 3 / 4 / 3 / 3 / 4                                                                                               | 3 / 3 / 3 / 5 / 4 / 3 / 4 / 3 / 4 / 4                                                                                                  |
| Балад                                                          | 3                           | 2                | 2              | - /-                           | 3                      | 3              | 3 / 3 / 3 / 3 / 3                                           | 3 / 4 / 3 / 5 / 3 / 3 / 4 / 3                                                                                               | 3 / 3 / 3 / 3 / 3 / 4 / 3 / 4 / 3 / 3                                                                                                  |
| Новое Движение — Мерец                                         | 3                           | 4                | 4              | 5                              | 5                      | 3              | 4 / 4 / 4 / 7 / 4                                           | 4 / 5 / 4 / 5.5 / 6 / 5 / 4 / 5                                                                                             | 7 / 5 / 6 / 6 / 6 / 6 / 6 / 6 / 6 / 6                                                                                                  |
| Ацмаут                                                         | 5                           | 0                | 4              | 0                              | 0                      | -              | --                                                          | -- | -- |
| Ам Шалем (Единый народ)                                        | 1                           | 0                | 0              | 3 / 4                          | 2                      | 2              | 1 / 3 / - / 2                                               | 1 / 2 / 3 / 0 / 0 / 1 / 0 / 0                                                                                               | 1 / 0 / 1 / 0 / 0 / 0 / 0 / 0 / 0 / 0                                                                                                  |
| Йеш Атид                                                       | 0                           | 11               | 10             | 8 / 9                          | 9                      | 9              | 9 / 10 / 9 / 5 / 11                                         | 9 / 10 / 10 / 12 / 11 / 8 / 11 / 11                                                                                         | 8 / 12 / 9 / 10.5 / 11 / 11 / 13 / 12 / 11 / 12                                                                                        |
| «ха-Тнуа»                                                      | 0                           | --               | 10             | 7 / 6                          | 9                      | 10             | 9 / 10 / 10 / 6 / 10                                        | 7 / 8 / 8 / 5 / 8 / 7 / 9 / 9                                                                                               | 5 / 7 / 5 / 6 / 7 / 7 / 8 / 8 / 7 / 9                                                                                                  |
| Оцма ле-Исраэль (Сила Израилю)                                 | 2                           | --               | 2              | 2 / 3                          | 2                      | 2              | 1 / - / - / 6 / -                                           | 2 / 2 / 0 / 0 / 2 / 1 / 0 / 3                                                                                               | 2 / 0 / 3 / 2 / 2 / 2 / 2 / 0 / 3 / 2                                                                                                  |

## Календарь выборов
- 6 декабря 2012 года — последний день для подачи в Центральную избирательную комиссию списков кандидатов в Кнессет.
- 10 января 2013 года — день выборов для моряков судов находящихся в плавании и для сотрудников израильских дипломатических представительств.
- 18 января 2013 года — после этого дня запрещена публикация результатов опросов и прогнозов о результатах выборов.
- 21 января 2013 года — с 19:00 запрещена предвыборная агитация с использованием собраний, митингов, громкоговорителей и СМИ.
- 22 января 2013 года — день выборов. Участки для голосования будут открыты с 7:00 до 22:00.
- 5 февраля 2013 года — общее собрание вновь избранного кнессета.
- 6 февраля 2013 года — последний день для поручения одному из руководителей фракций составить новое правительство Израиля.
- 20 марта 2013 года — последний день для сообщения президенту Израиля руководителем фракции, которому поручено составить новое правительство, о завершении поручения.

## Итоги выборов

### Результаты предварительных опросов (экзит-полов)
| Партия (блок) | Число мандатов ИТВ-1 | Число мандатов ИТВ-2 | Число мандатов ИТВ-10 |
| --- | -------------------- | -------------------- | --------------------- |
| «Кадима» | 0                    | 0                    | 0                     |
| «Ликуд — Наш дом — Израиль»                                                                                      | 31                   | 31                   | 31                    |
| «Авода» | 17                   | 17                   | 17                    |
| ШАС | 11                   | 12                   | 13                    |
| «Яхадут ха-Тора»                                                                                                 | 6                    | 6                    | 6                     |
| Хадаш (Демократический фронт за мир и равенство) (Коммунистическая партия Израиля (КПИ), независимые несионисты) | 3                    | 4                    | 5                     |
| Объединённый арабский список (PAAM) Тааль (Арабское движение за обновление)                                      | 3                    | 3                    | 4                     |
| Балад (Национальное демократическое собрание)                                                                    | 2                    | 2                    | 2                     |
| Блок Еврейский дом (вкл. Ихуд леуми)                                                                             | 12                   | 12                   | 12                    |
| Новое движение — Мерец                                                                                           | 7                    | 7                    | 6                     |
| Ам шалем (Единый народ)                                                                                          | 0                    | 0                    | 0                     |
| Оцма ле-Исраэль (Сила Израилю)                                                                                   | 2                    | 0                    | 0                     |
| «ха-Тнуа» | 7                    | 7                    | 6                     |
| Йеш атид | 19                   | 19                   | 18                    |
| Але ярок | 0                    | 0                    | 0                     |
| Ха-Тнуа ха-иерука                                                                                                | 0                    | 0                    | 0                     |
| Эрец хадаша | 0                    | 0                    | 0                     |
| ДААМ | 0                    | 0                    | 0                     |
| Ха-Исраэлим | 0                    | 0                    | 0                     |

### Официальные результаты
Официальные результаты выборов, после подсчёта 3 834 136 голосов (процент проголосовавших — 67,79 %) (название и порядок списков в соответствии с указанным на сайте ЦИК Израиля)
Из числа голосов, 40 892 признаны недействительными по различным причинам:
| Буквенное обозначение | Партия (блок) | Голосов за список | Голоса в процентах | Число мандатов |
| --------------------- | --- | ----------------- | ------------------ | -------------- |
| ני                    | «Ор» (во главе с Яроном Яд’аном) | 1027              | 0,03 %             |                |
| פנ                    | «Ахим Анахну» | 2900              | 0,08 %             |                |
| הק                    | «Эльамель лТаджайр — Надежда на перемены»                                                                                           | 650               | 0,02 %             |                |
| ז                     | Эрец хадаша — Фронт для отстранения олигархов от власти (во главе с Эльдадом Янивом и Рени Блейр)                                   | 28 082            | 0,74 %             |                |
| ד                     | Балад (Национальное демократическое собрание)                                                                                       | 96 926            | 2,56 %             | 3              |
| נ                     | Всемирный союз во славу Израиля (во главе с Офером Лифшицем)                                                                        | 761               | 0,02 %             |                |
| זך                    | Поколение строителей Израиля (во главе с Эфраимом Лапидом)                                                                          | 6027              | 0,16 %             |                |
| ק                     | ДААМ — партия рабочих (во главе с Асмой Агбарийя—Захалка)                                                                           | 3550              | 0,09 %             |                |
| טב                    | Еврейский дом (во главе с Нафтали Бенетом) — созданная Ихуд Леуми и МАФДАЛь                                                         | 345 935           | 9,12 %             | 12             |
| רק                    | «Яруким» и молодёжь для зелёного будущего в Израиле                                                                                 | 8190              | 0,22 %             |                |
| יק                    | Ха-Исраэлим | 18 970            | 0,50 %             |                |
| מחל                   | «Ликуд — Наш дом Израиль» (во главе с Беньямином Нетаниягу на пост премьер-министра)                                                | 884 631           | 23,32 %            | 31             |
| אמת                   | «Авода» (во главе с Шели Яхимович)                                                                                                  | 432 083           | 11,39 %            | 15             |
| פ                     | «Пираты» | 2326              | 0,06 %             |                |
| עם                    | Объединённый арабский список (PAAM) Тааль (Арабское движение за обновление)                                                         | 138 362           | 3,65 %             | 4              |
| צפ                    | «ха-Тнуа» (во главе с Ципи Ливни)                                                                                                   | 189 168           | 4,99 %             | 6              |
| ו                     | Хадаш (Демократический фронт за мир и равенство) (Израильская коммунистическая партия — еврейские и арабские общественные движения) | 113 610           | 3,00 %             | 4              |
| הפ                    | «Достойная жизнь» | 3639              | 0,10 %             |                |
| ג                     | «Яхадут ха-Тора» и Шаббат, Агудат Исраэль — Дегель Ха-Тора                                                                          | 196 038           | 5,17 %             | 7              |
| פה                    | Йеш Атид (во главе с Яиром Лапидом)                                                                                                 | 543 280           | 14,32 %            | 19             |
| פץ                    | Куляну хаверим ננח | 2179              | 0,06 %             |                |
| פז                    | Сила повлиять (под руководством р. Амнона Ицхака)                                                                                   | 28 048            | 0,74 %             |                |
| הי                    | Наследие отцов | 461               | 0,01 %             |                |
| פי                    | Экономическая партия (во главе с Юлией Шамалов-Беркович)                                                                            | 1972              | 0,05 %             |                |
| מרצ                   | Мерец — Левый Израиль | 172 382           | 4,54 %             | 6              |
| נק                    | Либерально-демократическое развитие                                                                                                 | 1568              | 0,04 %             |                |
| נץ                    | Оцма ле-Исраэль (во главе с Арье Эльдадом и Михаэлем Бен-Ари)                                                                       | 66 840            | 1,76 %             |                |
| קנ                    | Але Ярок — либеральный список | 43 725            | 1,15 %             |                |
| ץ                     | Ам шалем (Единый народ) (во главе с р. Хаимом Амсалемом)                                                                            | 45 691            | 1,20 %             |                |
| צק                    | Общественная справедливость (во главе с Гадом Араном)                                                                               | 2877              | 0,08 %             |                |
| כן                    | «Кадима» (во главе с Шаулем Мофазом)                                                                                                | 79 487            | 2,10 %             | 2              |
| שס                    | ШАС — Сефардское всемирное объединение хранителей Торы                                                                              | 331 800           | 8,75 %             | 11             |